# Alice Hirsch
Alice Hirsch, später musste sie zusätzlich den „typisch jüdischen“ Vornamen Sara führen und war unter dem Pseudonym Margarit Le Guevel untergetaucht, (* 28. April 1923 in Berlin; † 1943) war eine deutsche Arbeiterin und Widerstandskämpferin gegen den Nationalsozialismus.

## Leben

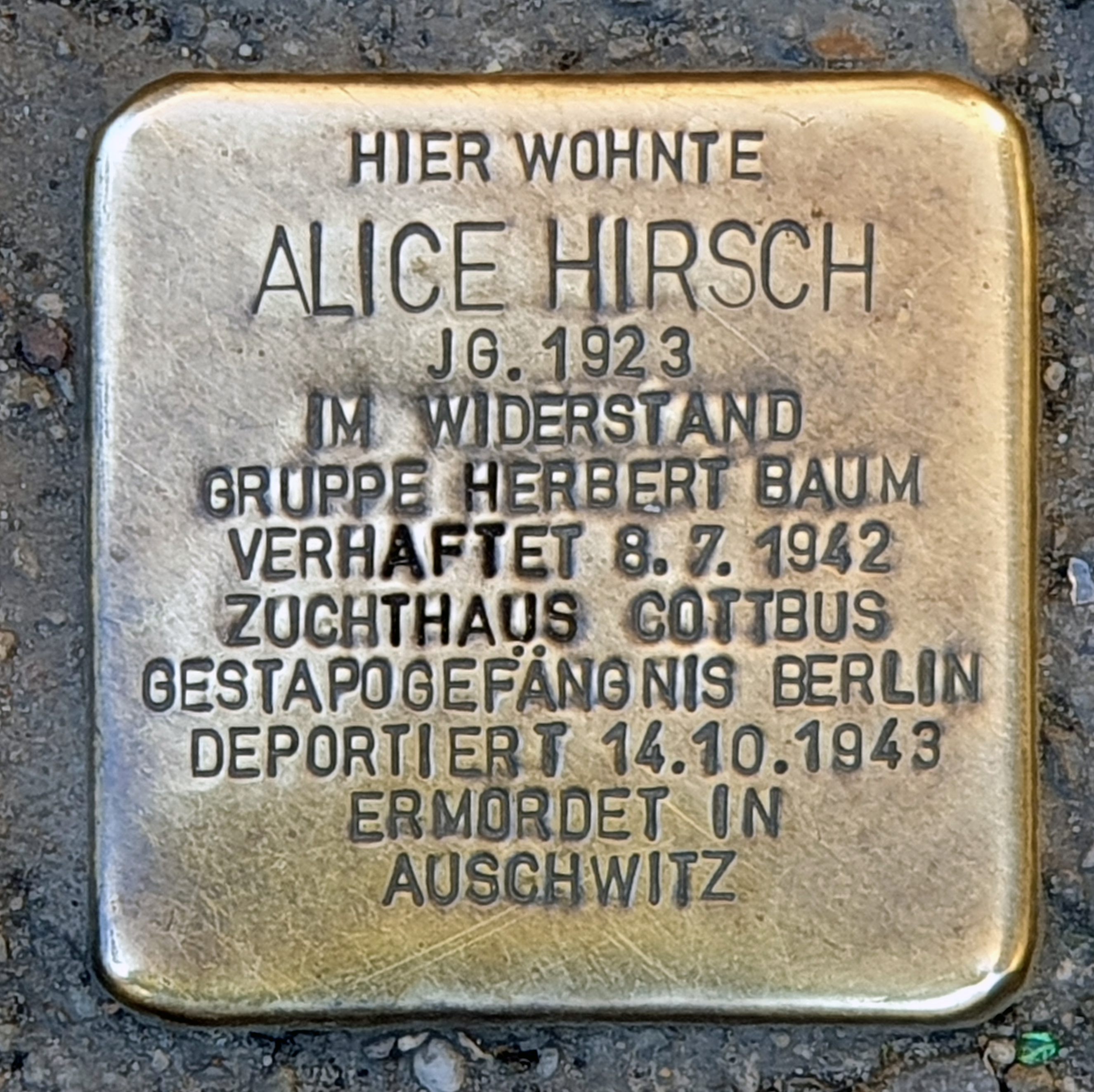
Stolperstein am Haus, Auguststraße 49A, in Berlin-Mitte

Alice Hirsch besuchte, nachdem sie bis 1933 das Margarethen-Lyzeum abgeschlossen hatte, die jüdische Volksschule in der Auguststraße in Berlin. Sie begann eine Lehre als Putzmacherin, musste diese aber aufgrund ihrer jüdischen Herkunft abbrechen und wurde erwerbslos. Später leistete sie Zwangsarbeit in einer Fabrik in Berlin-Kreuzberg.
Hirsch gehörte seit 1938 durch ihre ältere Schwester Hella initiiert der Widerstandsgruppe Herbert Baum an, nahm an den kommunistischen Schulungsabenden teil und erhielt über die Gruppe einen Ausweis einer französischen Zivilarbeiterin. Ab Mai 1942 wohnte sie unter dem Namen der Zivilarbeiterin Margarit Le Guevel illegal in Glienicke. Die dort angemietete Wohnung diente ihrer Schwester und dem flüchtigen Felix Heymann als Unterschlupf. Gemeinsam mit ihrer Schwester war sie dem Hashomer Hatzair beigetreten.
Im Zuge der Zerschlagung der Widerstandsgruppe Baum wurde sie als Jüngste der Gruppe am 8. Juli 1942 gemeinsam mit ihrer Schwester in Berlin festgenommen. Anschließend wurde sie mit den anderen Angehörigen der Widerstandsgruppe vor dem 2. Senat des Volksgerichtshofes wegen „Vorbereitung zum Hochverrat und landesverräterischer Feindbegünstigung“ angeklagt. Am 10. Dezember 1942 wurde Alice Hirsch zu drei Jahren Zuchthaus verurteilt, wobei ihre Schwester Helena zum Tode verurteilt wurde.
Am 14. Oktober 1943 wurde Hirsch (als Nr. 64) gemeinsam mit einem anderen Mitgliedern der Widerstandsgruppe Baum, Lotte Rotholz (als Nr. 63), mit dem sogenannten „44. Osttransport“ aus Berlin nach Auschwitz deportiert und wurde dort später ermordet. Alice Hirsch blieb ledig.
Auf dem Jüdischen Friedhof Berlin-Weißensee wird auf einer Gedenktafel an die 27 Mitglieder der Widerstandsgruppe Baum erinnert. Nach ihrer Schwester und ihr ist der Alice-und-Hella-Hirsch-Ring in Berlin-Rummelsburg benannt.
Am 18. November 2022 wurde vor ihrem ehemaligen Wohnort, Berlin-Mitte, Auguststraße 49, ein Stolperstein verlegt.